# Santander Österreich
Die Santander Consumer Bank GmbH ist eine österreichische Spezialbank für Konsumfinanzierung mit Sitz im IZD Tower in Wien. Die Bank ist seit 2009 auf dem österreichischen Markt vertreten und gehört zur Santander Consumer Holding GmbH, welche eine hundertprozentige Tochter des spanischen Banco Santander ist.
Die internationale Santander Gruppe gehört mit einer Marktkapitalisierung von rund 68 Milliarden Euro zu den fünf größten Banken in Europa. Mit weltweit 160 Mio. Kunden zählt Santander zu den global führenden Finanzinstituten. In 15 Ländern, darunter Österreich, ist die auf Kreditfinanzierungen spezialisierte Tochtergesellschaft Santander Consumer Finance tätig.
Santander beschäftigt in Österreich über 500 Mitarbeiter, betreibt 28 Filialen sowie ein Kundenservice-Center in Eisenstadt. Das Finanzinstitut besitzt eine österreichische Banklizenz und unterliegt der gesetzlichen Einlagensicherung.
Zum Produktportfolio der Bank gehören Barkredite, Warenfinanzierungen, Kfz-Kredite und Leasingangebote, Kartenprodukte und Versicherungen. Im Sparbereich bietet sie seit 2013 über das Internet Tagesgeldkonten und Festgeldkonten an.
Santander Österreich ist ordentliches Mitglied des Verbandes österreichischer Banken und Bankiers, des Verbandes österreichischer Handelsunternehmen, der österreichischen Industriellenvereinigung und der Wirtschaftskammer Österreich.

## Geschichte
Die Bank wurde 1998 nach der Fusion der AVABank mit der Mercurbank als GE Capital Bank gegründet. Im Jahr 2003 wurde das Finanzinstitut einem Rebranding unterzogen und in GE Money Bank umbenannt.
1999 errichtete die zur Banco Santander gehörende CC-Bank AG aus Deutschland eine Zweigniederlassung in Österreich mit Fokus auf Waren- und Kfz-Finanzierung. 2008 verfügte sie bereits über drei Filialen in Österreich.
Im März 2008 gab die spanische Großbank Banco Santander bekannt, die österreichische, deutsche und finnische Finanzsparte sowie das britische Kreditkarten- und Kfz-Finanzierungsgeschäft der GE Money Bank übernehmen zu wollen. Im Gegenzug erhielt die GE Money Bank die italienische Geschäftsbank Interbanca aus der Akquisition von ABN AMRO.
Nach der Übernahme durch die Banco Santander im Januar 2009 firmiert die Bank seit dem 25. September 2009 in Österreich offiziell unter dem Firmennamen Santander Consumer Bank GmbH. Seit 2025 tritt sie nach außen unter dem Markennamen Santander Österreich auf.

## Geschäftsmodell
Santander ist laut eigenen Angaben Marktführer bei Warenfinanzierungen sowie der größte markenunabhängige Kfz- und Motorradfinanzierer in Österreich.

Santander-Filiale in 1110 Wien

Das Finanzinstitut ist Teilzahlungspartner von über 1.000 Handelsfilialen in Österreich. Zu den Partnerunternehmen zählen unter anderem MediaMarkt, Hartlauer und Intersport. Die Warenfinanzierungen werden dabei meist direkt im Geschäft abgeschlossen, die Finanzierungs- und Bonitätsprüfung erfolgt anschließend durch die Bank.
Neben Warenfinanzierungen setzt Santander Österreich auch auf Barkredite ohne Verwendungszweck, die online beantragt und in den Filialen abgeschlossen werden können. Seit Mai 2017 bietet die Denizbank AG im Zuge einer Kooperation Konsumkredite der Bank an.
Bei der "Santander Card" handelt es sich um eine Bankomatkarte von Maestro mit einem hinterlegten Rahmenkredit. Die Einkaufsbeträge werden nicht sofort vom Girokonto abgebucht, sondern in monatlichen Raten.
Im Kfz-Bereich finanziert Santander Leasing- und Kreditangebote von über 1.600 Autohäusern in Österreich. Die Bank fungiert in Österreich als Captive Bank der Marken Ford, Kia, Volvo, KTM, Harley-Davidson, Husqvarna Motorcycles, London Electric Vehicle Company, Triumph Motorcycles und Polestar.
Seit Oktober 2013 bietet das Finanzinstitut mit dem Tagesgeldkonto „BestFlex“ und dem Festgeldkonto „BestFix“ zwei Online-Sparprodukte an.
Das Versicherungsportfolio der Bank umfasst Versicherungsprodukte der Kooperationspartner CNP Santander Insurance, Merkur Versicherung und CarGarantie.

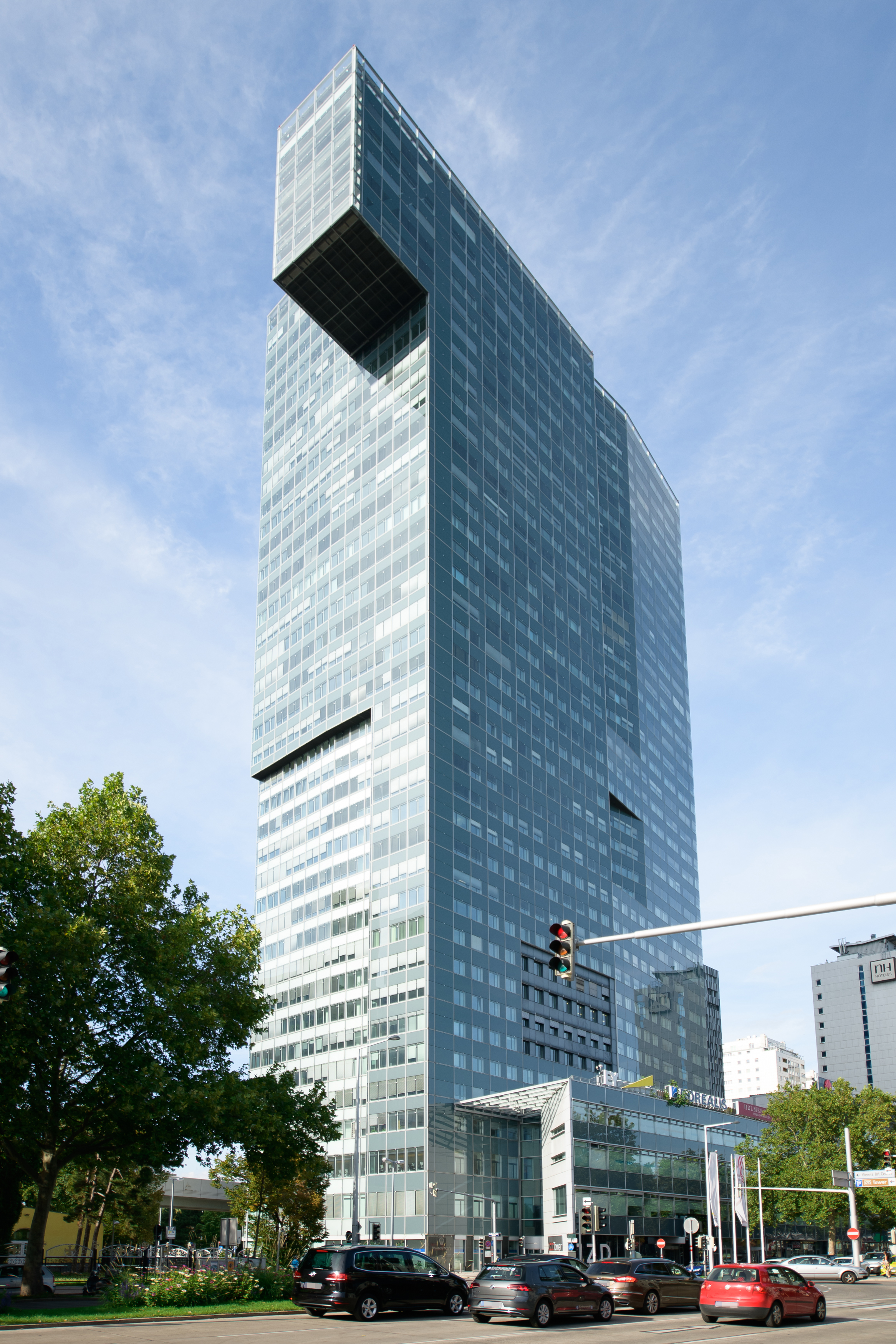
Firmensitz im IZD Tower

## Kennzahlen
Im Jahr 2023 erzielte das Unternehmen einen Nachsteuergewinn von 60,6 Millionen Euro. Das Neugeschäft in den Kerngeschäftsbereichen Waren- und Kfz-Finanzierungen machte insgesamt 2,42 Milliarden Euro aus. Die Zahl der Kundenverträge lag 2023 bei über 330.000 Abschlüssen.
Das Kreditbestandsvolumen umfasste 2023 insgesamt 3,32 Milliarden. Die Spareinlagen beliefen sich auf 2,72 Milliarden Euro.

## Unternehmensleitung
Seit dem Markteintritt 2009 wird Santander Österreich von Olaf Peter Poenisch als Vorsitzendem der Geschäftsführung geleitet.
Seit September 2019 fungiert Sebastian Slanda als Geschäftsführer Marktfolge.

## Auszeichnungen (Auswahl)
- Auszeichnung als „Top Employer Austria 2025“ und „Top Employer Europe 2025“ durch das Top Employers Institute[32]
- Auszeichnung als "Top Company 2025" durch die Arbeitgeber-Plattform kununu[33]
- Prämierung als "Beste Direktbank Österreichs 2020" durch das Finanzfachmagazin Börsianer[34]
- Auszeichnung als „Beste Spezialbank Österreichs 2018“ durch das Finanzfachmagazin Börsianer[35]
- Gütesiegel „Top Service Österreich 2019“ – Auszeichnung für herausragendes Kundenservice[36]

## Engagement
Seit der Saison 2017/2018 ist Santander Österreich offizieller Sponsorpartner des Fußballvereins Wiener Sport-Club. Zudem sponsert die Bank seit der Saison 2022/2023 den Fußballverein Schwarz-Weiß Bregenz.
Darüber hinaus zählen das jährliche Santander Oktoberfest zugunsten schwerkranker Kinder und die Unterstützung von Obdachloseneinrichtungen wie des Caritas Betreuungszentrums Gruft oder des VinziRast-CortiHauses zu den sozialen Engagements der Bank.